# Pedro López Galisteo
Pedro López Galisteo (Mérida, 21 de enero de 1995), más conocido como Pedro López, es un futbolista español que juega de portero en la AD Ceuta FC de la Primera Federación.

## Trayectoria
Nacido en Mérida, Extremadura, Pedro López se unió a la estructura del Real Betis Balompié en 2010 a la edad de 15 años, después de formarse en la cantera del Mérida UD. En octubre de 2012, aún en categoría juvenil, fue llamado para entrenar con el primer equipo del Real Betis Balompié, a las órdenes del entrenador Pepe Mel.
Pedro López regresaría al equipo juvenil y más tarde debutaría con el Betis Deportivo Balompié el 9 de diciembre de 2012, en un encuentro que acabaría con derrota por 0 a 4 contra el Sevilla Atlético. Después de pasar toda la temporada 2013-14 alternando entre el juvenil y el filial, el 11 de mayo de 2014 hizo su debut con el primer equipo del Real Betis Balompié en la Primera División de España, sustituyendo a Antonio Adán tras lesionarse en el minuto 84 en un encuentro casa contra el Real Valladolid, el partido acabaría con victoria por 4 a 3.
El 26 de agosto de 2016, el guardameta extremeño se marcharía cedido al Club Atlético Sanluqueño CF de la Segunda División B, donde estaría durante la temporada 2016-17. 
En la temporada 2017-18, regresa al Betis Deportivo Balompié de la Tercera División de España, con el que renovó su contrato por una temporada más. El jugador extremeño jugó 29 encuentros con el filial bético y tuvo la oportunidad de disputar 5 encuentros en Primera División.
El 22 de abril de 2018, con el guardameta Adán operado debido a problemas físicos, López sustituyó a Dani Giménez lesionado en la primera mitad del partido de Primera División de España ante el Atlético de Madrid, en un encuentro que acabaría con empate a cero.
En la temporada 2018-19, tras abandonar el conjunto bético, firma en el Deportivo Fabril de la Segunda División B, donde jugó 13 partidos.
En verano de 2019, el guardameta extremeño se marchó libre al Burgos C. F. donde disputó 11 partidos en la Segunda División B.
En la temporada 2020-21, Pedro López fichó por el C. F. Villanovense que acababa de ascender a la Segunda División B, donde jugó 24 partidos y encajó 14 goles.
Tras una buena campaña con el conjunto de Villanueva de la Serena, el 29 de junio de 2021, el portero extremeño fichó por el Extremadura UD de Primera RFEF por tres temporadas.
El 19 de enero de 2022, tras rescindir su contrato con el Extremadura UD debido a los impagos a los futbolistas, firma por el UCAM Murcia C. F. de la Primera División RFEF.
El 7 de julio de 2022, firma por la UD Sanse de la Primera División RFEF donde jugaría 37 partidos.
El 27 de junio de 2023 firmaría por la AD Ceuta FC de la Primera Federación.

## Clubes
| Club                     | País   | Año         | Partidos |
| ------------------------ | ------ | ----------- | -------- |
| Real Betis Juvenil       | España | 2014 - 2016 | -        |
| Betis Deportivo Balompié | España | 2014 - 2017 | 55       |
| Atlético Sanluqueño      | España | 2016 - 2017 | 10       |
| Betis Deportivo Balompié | España | 2017 - 2018 | 29       |
| Deportivo Fabril         | España | 2018 - 2019 | 13       |
| Burgos C. F.             | España | 2019 - 2020 | 12       |
| C. F. Villanovense       | España | 2020 - 2021 | 24       |
| Extremadura UD           | España | 2021 - 2022 | 6        |
| UCAM Murcia C. F.        | España | 2022        | 11       |
| UD Sanse                 | España | 2022 - 2023 | 37       |
| AD Ceuta FC              | España | 2023 -      | 6        |